# Paolo Raffaelli
Paolo Raffaelli (Terni, 1º agosto 1953) è un politico e giornalista italiano.
Deputato dal 1994 al 1999 e sindaco di Terni dal 1999 al 2009, è membro della redazione del TG regionale RAI Umbria.

## Biografia
Diplomato come perito industriale, ha svolto studi universitari in economia e scienze politiche senza completarli.Giornalista professionista dal 1988, ha collaborato con Paese Sera, il Corriere dell'Umbria e la RAI. Sposato, ha un figlio.
Dal 1994 al 1996 è eletto alla Camera dei deputati nelle liste del PDS ed è anche membro della X commissione attività produttive di Montecitorio.
Nel 1996 è eletto deputato con i Democratici di Sinistra nella XIII Legislatura ed è stato membro della X Commissione permanente attività produttive e della commissione parlamentare per l'indirizzo generale e la vigilanza dei servizi radiotelevisivi. Si è dimesso dalla Camera nel settembre 1999 per ricoprire il ruolo di sindaco di Terni, venendo sostituito da Enrico Micheli.
Il 13 giugno 1999 è stato eletto sindaco di Terni al primo turno con il 53,9% dei voti. Il 12 e 13 giugno 2004 è stato riconfermato come primo cittadino della città umbra, ottenendo il 69,1% dei consensi al primo turno. Nel sondaggio nazionale MonitorCittà realizzato dalla società di ricerche EKMA realizzato nel 2006 sulla fiducia che i cittadini italiani hanno nell’operato dei loro sindaci, Raffaelli risulta essere al primo posto con il 66% di apprezzamento.
Dal 2007 al 2009 è stato inoltre Presidente dell'ANCI Umbria. Al termine del mandato da sindaco è tornato a svolgere la professione di giornalista nella redazione del TG regionale RAI per l'Umbria.

## Procedimenti giudiziari

### Inchiesta sull'inceneritore ASM (2006-2016)
Nel 2006 la Procura della Repubblica di Terni avvia una indagine sulle condizioni di smaltimento rifiuti e di lavoro all'interno dell'inceneritore dei rifiuti municipale, gestito dall'azienda municipalizzata ASM e posto sotto sequestrato nel 2007. Raffaelli (in qualità di sindaco) ed altre 22 persone vengono quindi accusati di mobbing, disastro ambientale, avvelenamento, truffa ai danni dello Stato, lesioni e omicidio colposo.
Nel 2011 il GUP di Terni dispone il non luogo a procedere relativamente all'accusa di avvelenamento nei confronti di Raffaelli ed altri, disponendone il rinvio a giudizio per disastro ambientale, truffa ai danni dello stato, lesioni e omicidio colposo. Nel 2014 viene disposto il non luogo a procedere nei confronti di Raffaelli perché il fatto non sussiste per le accuse di lesioni gravi e omicidio colposo mentre viene chiamato a rispondere insieme ad altri di disastro ambientale, truffa ai danni dello stato e mobbing all'interno di un ulteriore filone del processo presso il Tribunale di Terni.
Nel 2015 la quarta sezione della Corte di cassazione accoglie un ricorso presentato dalla procura di Terni contro la sentenza di non luogo a procedere emessa dal GUP nel 2014 nei confronti di Raffaelli e degli altri accusati di omicidio colposo, che vengono quindi chiamati ad affrontare un nuovo processo in merito.
Nel 2016 Raffaelli è stato poi assolto dal Tribunale di Terni per non aver commesso il fatto dai reati che gli venivano contestati dalla procura, inclusi quelli di natura ambientale. Nello stesso anno viene assolto anche da tutte le responsabilità circa morti e patologie riscontrate su alcuni ex lavoratori dell'inceneritore dei rifiuti.

### Querela per diffamazione da parte della Ternana Calcio (2006-2019)
Il 3 maggio 2019 Raffaelli è stato assolto dalla Cassazione dall'accusa di aver diffamato l'ex proprietario della Ternana, Edoardo Longarini e l'ex amministratore unico Stefano Dominicis. La vicenda era nata da alcune dichiarazioni che aveva reso come sindaco di Terni nel 2006 su una richiesta di risarcimento danni proposta dagli allora vertici della società calcistica nei confronti di alcuni giornalisti, per le quali era stato querelato e rinviato a giudizio con l'accusa di diffamazione a mezzo stampa.  Nel 2012, nonostante il tentativo del giudice monocratico di trovare una conciliazione tra le parti, l'ex sindaco era stato condannato al pagamento di 600 euro di multa, al risarcimento dei danni in sede civile e al pagamento delle spese legali; a gennaio 2017 la corte d’appello di Perugia aveva quindi riformato la sentenza, definendo diffamatoria una sola espressione usata da Raffaelli, dichiarando il reato prescritto ma confermando le statuizioni civili.

### Inchiesta sull'uso dei "BOC"per gli investimenti comunali (2008-2009)
Nel 2008, insieme a 43 consiglieri comunali della maggioranza che lo sosteneva come Sindaco di Terni, Raffaelli è indagato dalla Procura Regionale della Corte dei Conti dell'Umbria in merito ad alcuni investimenti comunali sostenuti con l'impiego di Buoni Ordinari Comunali (BOC), tra il 2003 e il 2005. Nello stesso viene poi assolto perché assente alla votazione delle delibere contestate. Contestualmente invia come Sindaco di Terni una lettera aperta ai cittadini in cui spiega le scelte compiute dalla sua amministrazione e per cui viene indagato, insieme a un dirigente comunale, per un presunto danno erariale nato a seguito di tale scelta. Raffaelli sarà poi prosciolto da ogni addebito nel 2009.

### Inchiesta sul viaggio di rappresentanza a Londra (2010)
Nel 2010, dopo essere stato indagato dalla Procura Regionale della Corte dei Conti dell'Umbria, Raffaelli è stato assolto dalla sezione giurisdizionale della Corte dei Conti dell'Umbria dall'accusa di aver provocato un danno erariale dovuto ad un viaggio di rappresentanza a Londra per la manifestazione nazionale intitolata Fifteen. L'evento, che si svolse in Inghilterra nel settembre 2007 vide la partecipazione dell'ex Direttore Generale dell'ente, delegata da Raffaelli in quanto Sindaco, e dell'ex Capo di Gabinetto, autorizzato dall'ex Direttore Generale.

### Inchiesta sui contratti di finanza derivata (2012-2015)
Nel 2012 Raffaelli è indagato in qualità di ex Sindaco di Terni dalla Procura Regionale della Corte dei Conti dell'Umbria insieme ad alcuni membri della sua ex giunta per un danno erariale che sarebbe stato causato dall'approvazione e dalla rinegoziazione di alcuni contratti di finanza derivata (Swap). Nel 2015 la Corte dei Conti dell'Umbria dichiara poi l'inammissibilità degli atti di citazione da parte della Procura Regionale, dichiarando estinto il procedimento, salvo appello da parte della procura regionale.